# Småskarv
Småskarv (Microcarbo niger) är en asiatisk fågel i familjen skarvar inom ordningen sulfåglar.

## Utseende
Fågeln är som namnet avslöjar en liten skarv med en kroppslängd på 51 centimeter. Jämfört med indisk skarv (Phalacrocorax fuscicollis), som den delar utbredningsområdet med, är småskarven mindre, har kortare näbb, mer rektangulärt huvud och kortare hals. Den saknar också den gula strupsäcken.

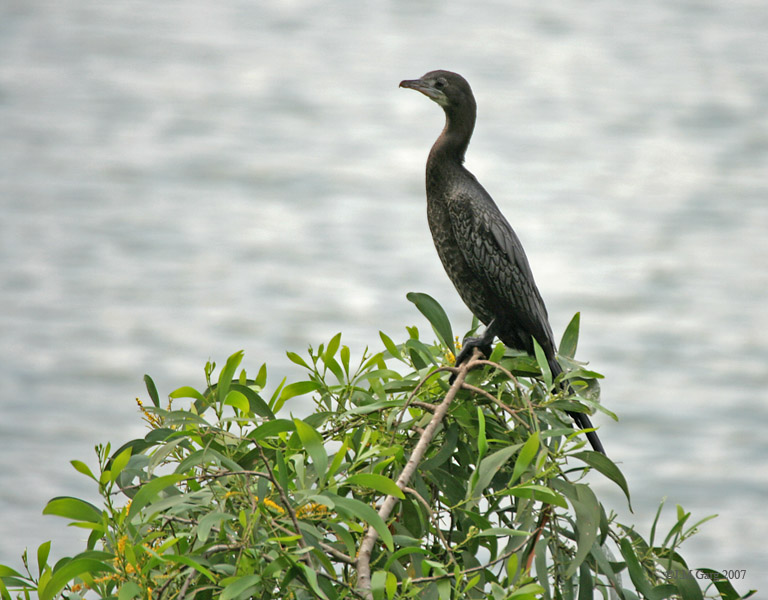
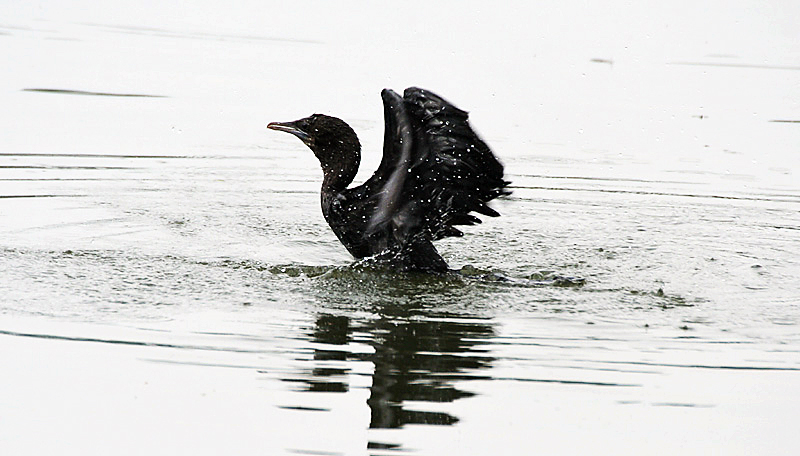

Adult fågel i häckningsdräkt är helsvart med några få vita plymer på pannan och sidan av huvudet. Utanför häckningstid är den brunare, saknar plymerna och har en vitaktig haka. Ungfågeln har likaså vitaktig haka, och hals och bröst är något blekare än ovansidan.
Dvärgskarven är lite större och kraftigare, med tydligare vita plymer i häckningsdräkt. Utanför häckningstid är den lite brunare på kroppen, mer vitfläckig på undersidan samt har en mjukare övergång från vit haka till brun hals.

## Utbredning och systematik
Fågeln förekommer på lågland från Indien till Sydostasien och norra Java. Den betraktas som monotypisk, det vill säga att den inte delas in i några underarter. Tidigare har den tidvis behandlats som underart till dvärgskarv.

### Släktestillhörighet
Fram tills nyligen placerades den liksom flera andra små kortnäbbade skarvar i det stora skarvsläktet Phalacrocorax. De ledande taxonomiska auktoriteterna liksom Sveriges ornitologiska förening för dessa nu till Microcarbo eftersom de utgör en tydlig grupp som skildes från övriga skarvar för 12 miljoner år sedan.

### Skarvarnas släktskap
Skarvarnas taxonomi har varit omdiskuterad. Traditionellt har de placerats gruppen i ordningen pelikanfåglar (Pelecaniformes) men de har även placerats i ordningen storkfåglar (Ciconiiformes). Molekulära och morfologiska studier har dock visat att ordningen pelikanfåglar är parafyletisk. Därför har skarvarna flyttats till den nya ordningen sulfåglar (Suliformes) tillsammans med fregattfåglar, sulor och ormhalsfåglar.

## Levnadssätt
Småskarven föredrar sötvatten där den vanligtvis uppträder i flock. Den häckar i kolonier, varierande tider på året i olika delar av utbredningsområdet.

## Status
Artens populationstrend är oklar, men utbredningsområdet är relativt stort liksom världspopulationen. Internationella naturvårdsunionen IUCN anser inte att den är hotad och placerar den därför i kategorin livskraftig.

## Namn
Arten har på svenska även kallats javaskarv.